# 비스마르크해 해전
비스마르크해 해전(Battle of the Bismarck Sea, 1943년 3월 2일-4일)은 제2차 세계대전 중 남서 태평양 지역에서 있었던 전투이다. 연합국 측이 현재의 파푸아뉴기니의 라에 지방으로 이동 중이었던 일본 호위 수송 병력을 공격한 해전이다. 일측의 대부분의 병력은 파괴되었고 일본은 큰 피해를 입었다.

## 배경
1942년 12월 23일, 일본 고위장성은 뉴기니(과거 파푸아뉴기니의 이름)의 라에 지방의 병력을 강화하기 위해 중국과 일본에서 차출한 약 105,000명의 병력을 수송하기로 결정했다. 그 다음주에 퇴각하라고 명령했던 과달카날 해전의 패배로부터 일본의 후퇴가 시작되었다. 연합국이 공격할 것이라 예상한 라에 지방 근방에 배치될 예정이었던 병력이었다.
그러한 대량의 병력이 재배치되는 것은 일본 해상 수송력에 큰 짐이 되었지만, 고위장성은 군사적으로 필요하다고 보았다. 1943년 2월 말, 제 20사단 및 40사단은 웨와크와 뉴기니섬으로 안전하게 후송되었다. 1942년 12월과 1943년 1월에 제51보병사단이 라바울로 무사히 당도하였고, 원래 강화하려던 일본 병력은 과달카날섬에 있었다. 그러나 그 섬에서 일본군의 퇴각으로 51사단은 뉴기니섬의 라에로 수송하는 것이 결정되었다. 이 사단의 계획된 병력 수송은 위험할 수 있었는데, 연합군 공군이 매우 강했던 비티아즈 해협을 통과해야만 하였기에 위험한 작전이었다.
2월 28일 호위선단은 작전을 위해 여덟대의 구축함과 여덟대의 수송선이 연합하여 집결했는데, 라바울에 있는 심슨항에서 출발한 대략 100대의 전투기가 호위하였다. 제 51사단 장인 중장 나가도 히데미츠는 구축함 유키카제를 타고, 제3 구축함 비행편대를 지휘하는 소장 기무라 마사토미는 구축함 시라유키에 탔다.
남서 태평양 공군제독 소장 조지 켄니의 지휘하의 연합국 공군과 뉴기니에 있는 연합국 육군은 그러한 조우를 준비하고 있었다. 특히 특별히 개조된 미공군 B-25 미첼과 오스트레일리아 공군 브리스톨 뷰파이터의 조종사들은 선박 공격 연습을 준비해왔다. 미첼 조종사는 물수제비 폭격이라 불리는 새로운 기술을 연마중이었다. 목표물 방향으로 바다 위 수십 피트 상공을 비행하다가, 폭탄을 투하하여 바다 표면에 물수제비처럼 튀기는 기술이다.

## 전투
최고속도 7노트로 이동하던 호위선단은 2월 27일부터 3월 1일까지 솔로몬해와 비스마르크해에서 발생한 두 번의 태풍으로 인해 수일간 발각되지 않았다. 그러나 3월 1일 15시경, B-24 리버레이터 폭격기가 홀맨 곶 북쪽에서 순찰하던 조종사가 발견하였다. 미국 중폭격기가 파견되었으나 호위선단을 발견하는데 실패하였다.
3월 2일 10시경, 다른 리버레이터가 호위선단을 발견하였고, 맑은 날씨 덕에 미국 B-17 플라잉 포트리스 폭격기 몇몇은 공격하여 코쿠세이 마루를 포함한 세 척의 상선이 침몰했다. B-17 리버레이터는 뉴브리튼섬에서 발진한 A6M 제로 전투기에게 심각하게 손상되었고, 조종사는 낙하산으로 탈출했다. 일본군 조종사는 몇몇 B-17 조종사가 낙하하는 동안 기관총을 발사했고 그들이 착지한 후에도 물에서 공격했다.
코쿠세이 마루로 이송되었던 1500명 이상의 병력 중, 800명은 구축함 유키카제와 아사구모로 구출되었다. 느린 호위선 속도에 맞춰 가던 이 두 구축함은 호위선보다 빠르므로, 대열에서 이탈하여 라에에 생존자들은 내려놓았다. 다음 날 구축함들은 호위 임무를 계속했다.호위선은 이송 병력과 두 구축함이 없을 때인3월 2일 저녁에 다시 공격받았고, 한 대의 수송선이 작은 피해를 입었다.
오스트레일리아 공군 11 비행대 소속의 PBY 카타리나 비행정은 추적을 계속하고, 3월 2일과 3월 3일 3시 25분 경 야간에 때때로 폭탄투하를 시도했는데, 호위선단이 밀니 만에 주둔하는 오스트레일리아 공군 100 비행대 소속 브리스톨 뷰폴트 뇌격기의 사정권에 들 때였다. 그러나 기상 악화로 인해 두 대의 뷰폴트만 호위선단을 발견하였고 한 발도 맞추지 못했다.
호위선단은 판단이 확실히 설 때까지 후온 반도 주위를 맴돌았다.90대의 연합군 공군이 케이프 월드 헌트를 향해 모즈비섬에서 이륙하였다. 동시에 오스트레일리아 공군 소속 더글러스 A-20 22대가 라에에 있는 일본 전투기 기지를 공격했는데, 호위선단의 대공 방어를 약하게 만들 목적이었다. 기지 공격은 하루 종일 계속되었다. 10시 정각에 꼬리번호 8160번이 이끄는 B-17 13대가 호위선단에 도달하였고 배를 분산시키고 항로를 이탈하도록 중고도에서 폭격하였다.
그 후 뷰포트 기의 어뢰 공격으로 충격을 주기 위해 오스트레일리아 공군 30 비행대 소속의 브리스톨 뷰파이터기 13대가 저공에서 접근하였다. 배는 그들을 향해 선체를 돌려 4개의 20밀리미터 대포와 윙-mounted 303인치 기관총이 빗발치는 동안, 뷰파이터기는 배 위의 대공화기, 다리, 승무원에게 최대 피해를 입힐 수 있었다.
그 후 즉시, 미 공군 소속 미첼기 13대가 750미처 상공에서 폭격하였다. 이후 미첼기 12대는 물수제비 폭격을 감행했고, 반복하여 17회의 명중을 보고했다.이 공격으로 절반의 호송선박이 가라앉았다. 뷰파이터 기와 미첼 기가 폭격을 함에 따라 미 공군 소속 A-20기도 공격에 가세했다. B-17기의 더 높은 고도로 부터의 5번 명중을 했다.
배의 공격이 진행되는 동안, 미 공군 소속 P-38 라이트닝기가 수비를 했고, 3대의 라이트닝이 격추되는 동안 20대의 일본 전투기가 격추되었다. 그 중 2대는 39 전투 비행기였다. 이 작전에서 에이스 파우롯과 호이트 이슨이 전사하였다. 오후동안 미첼기와 오스트레일리아 공군 소속 보스톤기가 추가 공격을 했다.
구축함 시라유키, 아라시오 및 토키츠카제를 따로 남은 일곱 척 수송선 모두 침몰했다. 구축함 중 네 척은 가능한 모든 생존자를 데리고 라바울로 퇴각했다. 나머지 세척은 후속타격을 받고 침몰했다.

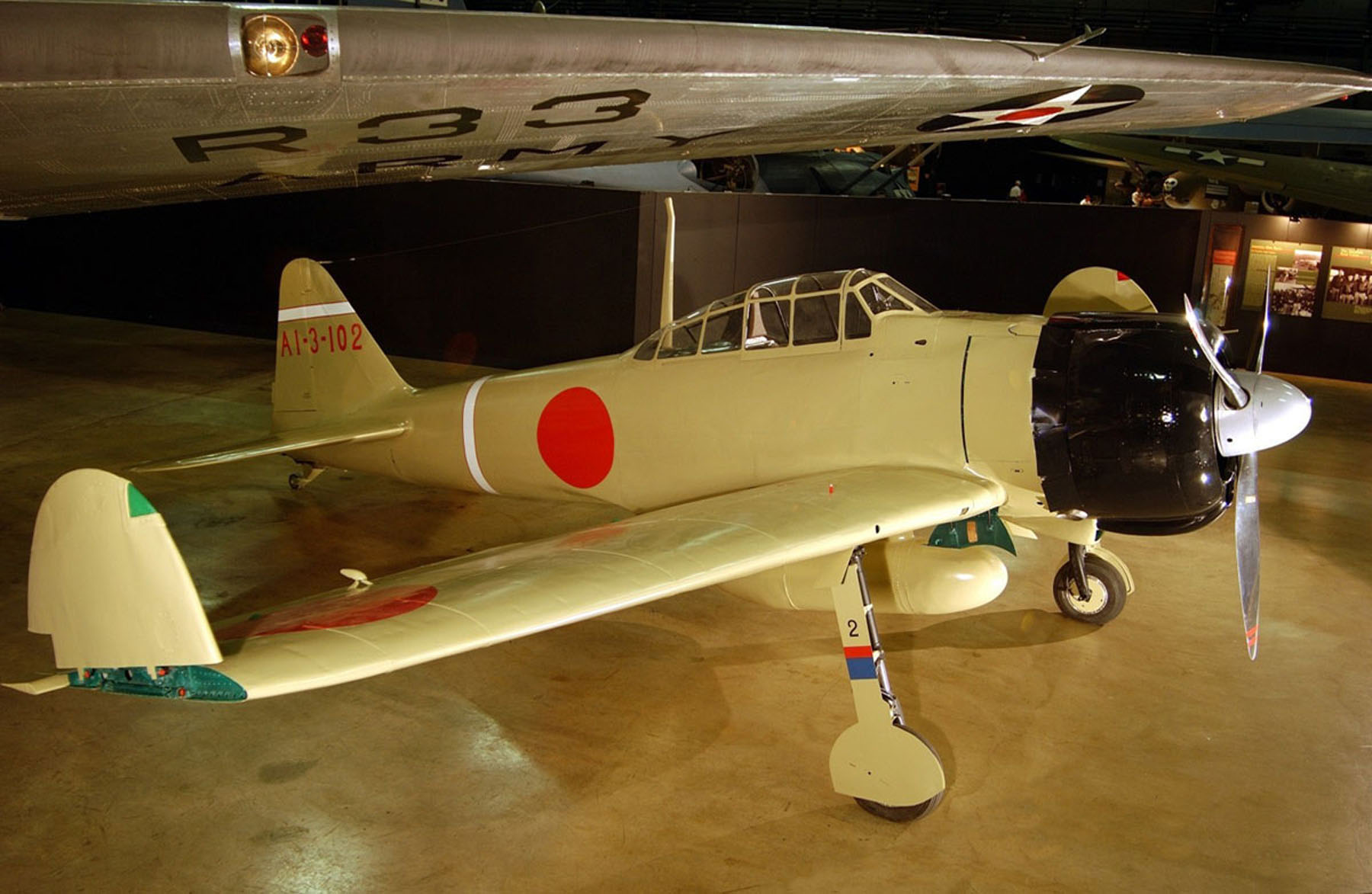
A-62 Zero

## 생존자에 대한 공격
전하는 바에 의하면 켄니의 후속명령에 의해, 3월 3일 저녁부터 5일까지 격추된 조종사의 낙하 도중 기관총을 사격한 승무원에 대해 복수하기 위해 연합군 정찰선과 비행기는 일본 구조선을 공격하였을 뿐만 아니라 거의 모든 사람을 공격했다 한다. 구조된 병사가 잽싸게 군사적 목적지에 착륙하여 즉시 임무로 복귀할 수 있었다.

## 여파
이 전투는 일본군에게는 재앙이었다. 뉴기니에 반드시 필요했던 6,900명 이상의 병력 중 단지 800명만이 라에에 도착했다. 오스트레일리아 전쟁 기념관에는 2890명의 일본군과 선원이 전사했다고 기록되어 있다. 맥아더 장군은 그의 어록 중에서 "자비로운 신의 의지가 우리를 승리로 이끌었다[A mercful providence guarded us in this great victory]"라고 했다. 이 전쟁으로 인해 연합국은 동아시아와 태평양에서 주도권을 잡게 됐고 유럽에서는 독일이 스탈린그라드 전투에서 크게 패아는 등 추축국의 세력이 크게 약해졌다. 일본도 이 전쟁으로 세력이 많이 꺾기고 자신들의 식민지를 빼앗겼다.